# Vincent (piosenka Dona McLeana)
Vincent – piosenka Dona McLeana napisana w hołdzie dla Vincenta van Gogha. Rozpoczyna się od słów „gwiaździsta, gwiaździsta noc” (Starry Starry Night) odwołując się do obrazu Van Gogha Gwiaździsta noc. Piosenka nawiązuje do choroby afektywnej dwubiegunowej malarza, mówi o jego życiu, o tym co czuł i jak wyrażał to barwami poprzez swoje obrazy.

## Opis

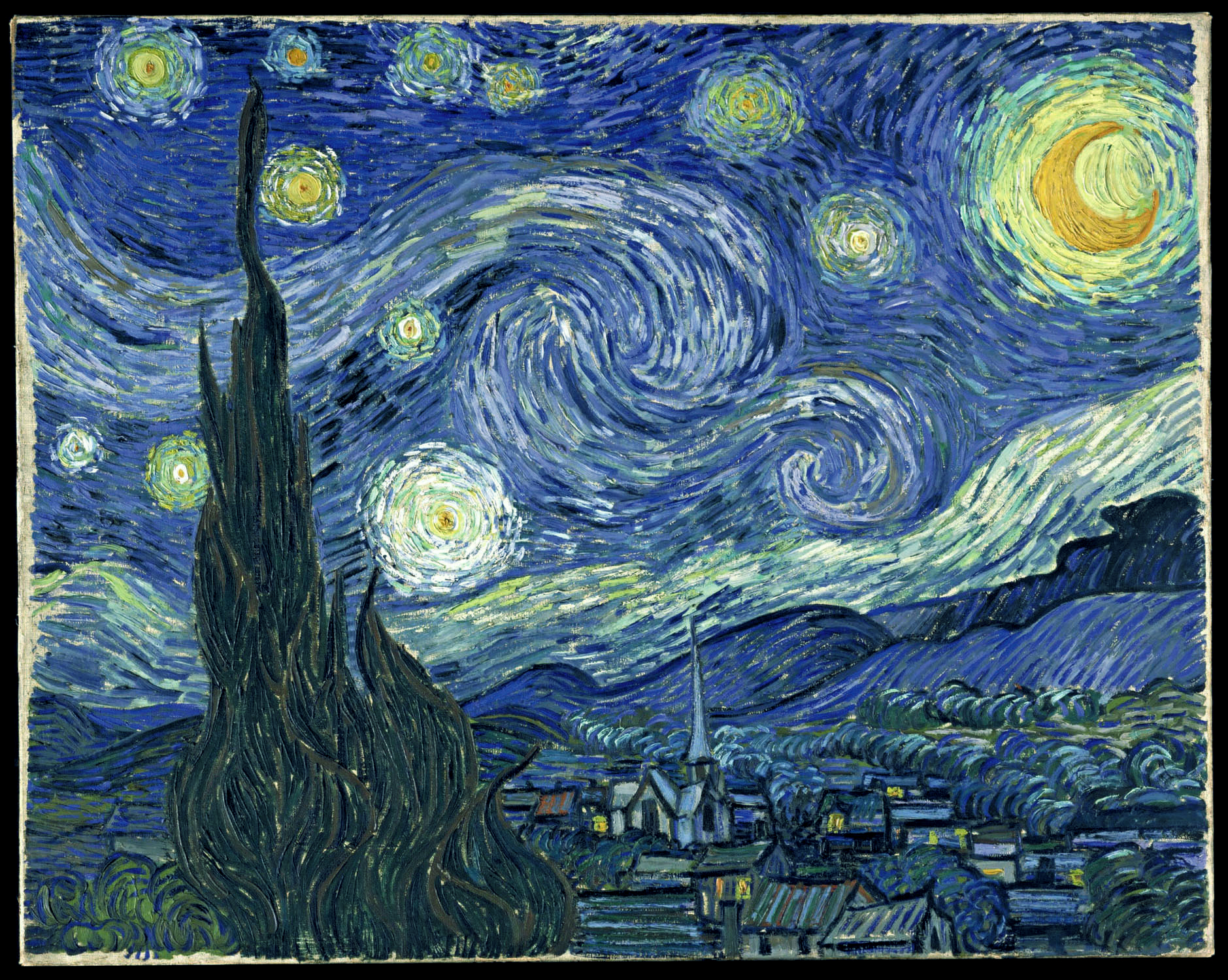
Vincent van Gogh, Gwiaździsta noc

Don McLean napisał ten utwór w 1971 roku po przeczytaniu książki o życiu artysty. W następnych latach piosenka osiągała czołowe miejsca na listach przebojów w Stanach Zjednoczonych i Wielkiej Brytanii. Po wielu latach Muzeum Van Gogha w Amsterdamie codziennie odtwarza utwór McLeana.
Piosenka pochodzi z albumu American Pie.
W lipcu 2020 roku papier zawierający odręcznie napisany tekst wystawiono na sprzedaż za 1,5 miliona dolarów.
Vincent był szczególnie ulubionym utworem amerykańskiego rapera i aktora Tupaca Shakura (znanego jako 2Pac). Piosenka została odtworzona dla niego w szpitalu tuż przed jego śmiercią.

## Wersja Ellie Goulding
Angielska wokalistka Ellie Goulding nagrała własną wersję utworu „Vincent”, który następnie udostępniła w formie singla za pośrednictwem streamingu w walentynki 14 lutego 2018 roku.
Goulding udostępniła utwór w przerwie pomiędzy albumami Delirium wydanym w 2015 roku a Brightest Blue, który wydany został w 2020 roku.
Piosenka została oficjalnie opublikowana na portalach streamingowych 14 lutego 2018 roku zaś 26 lutego na oficjalnym kanale YouTube brytyjki. W dniu, w którym utwór został wypuszczony artystka podzieliła się z fanami refleksją na swoich portalach społecznościowych prezentując fragment piosenki:

Mój album nie jest jeszcze gotowy, ale dla najlepszych fanów naświecie oto jest coś co mogę zaoferować na Walentynki. Hołd dla Don McLean’a, który napisał tę przejmująco piękną i wzruszającą ode do Vincenta Van Gogha. Tak wiele miłości i wielki uścisk x

Piosenka znalazła się na minialbumie (EP) artystki pt. Songbook for Christmas wydanym w 2020 roku.
Utwór był notowany na terenie Belgii. Dostał się także na 11. pozycję radiowej listy w Nigerii oraz 35. na liście iTunes w Czechach.

### Notowania

#### Tygodniowe
| Terytorium | Notowanie                      | Pozycja | Źr.   |
| ---------- | ------------------------------ | ------- | ----- |
| Belgia     | Ultratop 50 Singles (Flandria) | –       | [ 7 ] |

### Lista utworów
| Nr | Tytuł utworu | Długość |
| -- | ------------ | ------- |
| 1. | „Vincent”    | 3:43    |
|    |              | 3:43    |

### Historia wydania
| Obszar     | Data           | Format                                | Wersja      | Wytwórnia          | Przypis |
| ---------- | -------------- | ------------------------------------- | ----------- | ------------------ | ------- |
| Cały świat | 14 lutego 2018 | MP3                                   | standardowa | Interscope Records | [ 9 ]   |
| Cały świat | 14 lutego 2018 | digital download · media strumieniowe | standardowa | Polydor Records    | [ 4 ]   |